# Каран (Альшеевский район)
Каран (баш. Ҡаран) — деревня в Шафрановском сельсовете Альшеевского района Республики Башкортостан России. Живут башкиры (2002).

## История
Основана в конце 1920-х в Белебеевском кантоне как выселок жителями с.Трунтаишево того же кантона.
Название восходит к термину баш. Ҡаран ‘полынья, речка’ (Русско-башкирский словарь-справочник названий населенных пунктов Республики Башкортостан. - Уфа: Китап, 2001.- 320 с. С. 26). 
Статус деревня посёлок приобрёл согласно Закону Республики Башкортостан от 20 июля 2005 года N 211-з «О внесении изменений в административно-территориальное устройство Республики Башкортостан в связи с образованием, объединением, упразднением и изменением статуса населенных пунктов, переносом административных центров», ст.1

6. Изменить статус следующих населенных пунктов, установив тип поселения — деревня:

…

2) в Альшеевском районе:

о) поселка Каран Чуракаевского сельсовета
До 2008 года — в составе упразднённого Чуракаевского сельсовета.

## Население
| 2002 | 2009 | 2010 |
| ---- | ---- | ---- |
| 117  | ↘97  | ↘76  |

Историческая численность населения: в 1939—163 чел.; 1959—186; 1989—108; 2002—117; 2010 — 76.

## Географическое положение
Расстояние до:
- районного центра (Раевский): 20 км,
- центра сельсовета (Шафраново): 8 км,
- ближайшей железнодорожной станции (Шафраново): 12 км.

## Инфраструктура
Начальная школа (филиал средней школы с. Шафраново).